# لی جیکز
لی جیکز (انگلیسی: Leigh Jakes؛ زادهٔ ۲۴ مارس ۱۹۸۸) بازیکن فوتبال اهل ایالات متحده آمریکا است.
از باشگاه‌هایی که در آن بازی کرده‌است می‌توان به شیکاگو رد استارز اشاره کرد.